# Estació de Pedralbes
Pedralbes serà una estació del metro de Barcelona de la Línia 12 del metro de Barcelona, de FGC.
Estarà construïda a 22 metres de profunditat. S'ubicarà a la Plaça de Pedralbes on tindrà un únic accés. L'estació disposarà d'escales mecàniques i ascensors.
La L12 es perllongarà des de Reina Elisenda a Finestrelles | Sant Joan de Déu en doble via en el túnel i via única en les estacions per la mida de la tuneladora.
| Línia Barcelona-Vallès de FGC |                |       |                  |                                  |
| Procedència/Destinació        | <              | Línia | >                | Procedència/Destinació           |
| Projectat                     |                |       |                  |                                  |
| Sarrià                        | Reina Elisenda |       | Eulàlia d'Anzizu | Finestrelles \| Sant Joan de Déu |